# Geminago nonveilleri
Geminago nonveilleri är en svampart som först beskrevs av Zambett. & Foko, och fick sitt nu gällande namn av Vánky & R. Bauer 1996. Geminago nonveilleri ingår i släktet Geminago och familjen Geminaginaceae.   Inga underarter finns listade i Catalogue of Life.